# Victor de Mello
Victor Froilano Bachmann de Mello, auch V. F. B. de Mello zitiert  (* 14. Mai 1926 in Goa; † 1. Januar 2009 in São Paulo), war ein führender brasilianischer Bauingenieur für Geotechnik.

## Leben
De Mello wurde als Sohn eines portugiesischen Medizinprofessors und einer deutschschweizerischen Mutter in Goa in Indien geboren und besuchte dort die englische Schule. Ab 1944 studierte er  Bauingenieurwesen am Massachusetts Institute of Technology, machte 1946 seinen Bachelor- und Master-Abschluss (mit einer Arbeit über die Messung des Scherwiderstands von Ton) und wurde 1948 bei Donald Wood Taylor promoviert. Da er aufgrund seiner Herkunft aus Goa einen portugiesischen kulturellen Hintergrund hatte, wanderte er 1949 nach Brasilien aus. Hier arbeitete er zunächst an Wasserkraftprojekten für einen Stromkonzern in São Paulo und ab 1951 für die Ingenieurfirma Geotecnica. Bald darauf arbeitete er aber selbständig als beratender Ingenieur mit eigenem Ingenieurbüro in São Paulo. 1966/67 war er Gastprofessor am MIT und später auch nebenberuflich Professor für Bodenmechanik an der Universität São Paulo. Er war an zahlreichen großen Dammprojekten beteiligt (in Brasilien und darüber hinaus weltweit etwa in Afrika und China), an Gründungen für große Industrieanlagen, Flughäfen, Häfen, Tunnel, Straßen- und Eisenbahnverbindungen, Offshore-Gründungen, aber auch tiefen innerstädtischen Baugruben, Hochhausbauten sowie großen Tagebauprojekten in Brasilien.
1977 war er Rankine Lecturer (Reflections on design decisions of practical significance to embankment dams, Geotechnique, Band 27, S. 279–355). Als Wissenschaftler war er an Fragen der statistischen Versagenswahrscheinlichkeit von Grundbauwerken interessiert, Erdrutschen und der Stabilitätsanalyse von Dämmen.
Er war 1950 einer der Gründer der brasilianischen geotechnischen Gesellschaft (ABMS), deren Präsident er 1964 bis 1966 war und deren Terzaghi-Preis er zweimal erhielt (1966, 1978). Daneben war er Fellow der Institution of Civil Engineers (ICE) und der American Society of Civil Engineers (ASCE), Mitglied der National Academy of Engineering der USA, der brasilianischen, portugiesischen und argentinischen Ingenieursakademien, der Third World Academy of Sciences und der argentinischen Akademie der Wissenschaften. 1970 bis 1974 war er Vizepräsident der International Society of Rock Mechanics (ISRM). 1973 bis 1977 war er Vizepräsident und 1981 bis 1985 Präsident der International Society of Soil Mechanics and Foundation Engineering (ISSMFE). 1985 hielt er die zweite Manuel-Rocha-Vorlesung in Portugal und 2000 die vierte Pacheca-da-Silva-Vorlesung in Brasilien. 
2009 wurde von der brasilianischen und portugiesischen geotechnischen Gesellschaft die Victor-de-Mello-Vorlesung ins Leben gerufen, die zuerst John Burland hielt.
Er war verheiratet, hatte eine Tochter und einen Sohn. Zuletzt war er an Amyotropher Lateralsklerose erkrankt.